# Jutta Voss
Pour les articles homonymes, voir Voss (homonymie).
Jutta Voss (né en 1942 à Graz) est une ancienne théologienne évangélique autrichienne, auteure du livre Le Tabou de la Lune Noire, publié en 1988 et connu dans toute l'Allemagne pour ses thèses d'émancipation féminine.

## Biographie
Jutta Voss a travaillé comme comptable, puis comme responsable des ressources humaines. Elle a également étudié la chanson de concert et a reçu par la suite des contrats à Oldenbourg et à Hambourg pour des concerts. Trois ans de maladie ont mis fin à sa carrière musicale et elle a suivi des cours de reconversion en théologie évangélique. Elle a travaillé comme vicaire, a eu la charge d'une paroisse et une communauté s'est occupée pendant dix ans de l'aumônerie d'un hôpital. Pendant ce temps, elle a développé un intérêt dans la mythologie des femmes, et a finalement étudié la psychologie analytique à l'Institut C.G. Jung de Zurich. Sa thèse a été publiée dans le livre Le Tabou de la Lune Noire.
Dans ce livre, elle suppose que le cycle menstruel représentait à l'origine un fond religieux et culturel, ensuite tombé dans l'oubli en raison du développement du patriarcat. Voss explore les formes centrées sur la femme et pré-patriarcale de la religion, leur point de vue des mystères d'Éleusis. Avec l'implantation d'églises chrétiennes au IVe siècle, ces formes ont été interdites. Avant, on dansait les cycles menstruels. Le sang, jusque-là considéré comme sacré, devint d'une certaine façon maudit et les femmes ont été privées de leur influence dans la sphère religieuse. Cette menstruation dans le cadre du cycle mensuel ne serait plus perçue, comme «la lune noire» ne sera plus perçue comme faisant partie du cycle lunaire. Mais il y avait des parallèles entre l'Eucharistie et le culte autour de la période menstruelle. L'auteur écrit dans le livre que, par le renouvellement d'une telle conscience non seulement du rituel et de la compétence culturelle des femmes serait renouvelé. Aussi, la relation entre l'homme et la nature serait améliorée.
Ces thèses ont suscité la critique évangélique, et Jutta Voss, pasteur ordonnée et fonctionnaire, a été accusé d'hérésie. Une procédure disciplinaire doctrinale a été ouverte en 1990 par l'église évangélique du Wurtemberg, qui a forcé en 1993 Voss à renoncer à ses droits et à démissionner du service de l'église. Par la suite, Voss a travaillé comme instructeur de cours, a construit un centre pour les femmes dans la mythologie (maison Menucha) et est devenu en 2000 psychanalyste.  
En 2005, elle publie L'obéissance peut-elle être péché ?

## Publications
- Das Schwarzmond-Tabu. Die kulturelle Bedeutung des weiblichen Zyklus (Le Tabou de la lune noire), Kreuz Verlag, Stuttgart, 1988  (ISBN 3-7831-0944-2). 10e édition 1994.
- Kann denn Gehorsam Sünde sein? Nachdenkliches über die „ganz normalen“ faschistoiden Strukturen in Kirche und Gesellschaft (L'obéissance peut-elle être péché ?), Kreuz Verlag, Stuttgart, 2005  (ISBN 3-7831-2616-9).